# Mompha flava
Mompha flava é uma espécie de mariposa do gênero Mompha pertencente à família Coleophoridae.